# Summer McIntosh
Pour les articles homonymes, voir McIntosh.
Summer McIntosh, née le 18 août 2006 à Toronto, est une nageuse canadienne, multi-médaillée aux Championnats du monde et aux Jeux Olympiques.

## Biographie

### Famille
La mère de Summer McIntosh est Jill Horstead (en) qui représenta le Canada en natation aux Jeux olympiques d'été de 1984. Sa sœur est une patineuse artistique de niveau international, Brooke McIntosh (en).

### Carrière sportive
Summer McIntosh bat plus de 50 records canadiens dans son groupe d'âge.
En 2021, Summer McIntosh est la plus jeune membre de l'équipe canadienne aux Jeux olympiques où elle termine 4e du 400 m nage libre en battant le record canadien en 4 min 2 s 42. Elle termine également 9e du 200 m nage libre, 11e du 800 m nage libre et 4e du 4 × 200 m nage libre.
L'année suivante, elle remporte sa première médaille internationale avec l'argent sur le 400 m nage libre aux Mondiaux 2022 en battant le record canadien de la distance en 3 min 59 s 39, juste derrière l'Américaine Katie Ledecky. Quelques jours plus tard, elle remporte la médaille d'or du 200 m papillon puis la médaille de bronze du 4 × 200 m nage libre avec Taylor Ruck, Kayla Sanchez et Penny Oleksiak. Trois jours plus tard, elle rafle une seconde médaille d'or, sur le 400 m 4 nages cette fois.
Le 28 mars 2023, elle bat le record du monde de natation dames du 400 mètres nage libre en 3 min 56 s 08. Le 1er avril 2023, elle bat cette fois-ci le record du monde de natation dames du 400 mètres 4 nages en 4 min 25 s 87.
Lors des championnats du monde 2023 à Fukuoka elle conserve ses titres mondiaux sur 200 m papillon et 400 m quatre nages ainsi que les médailles de bronze sur 200 m nage libre et relais 4 x 100 m quatre nages. Sur le 400 m nage libre, épreuve ou elle détient le record du monde avant la compétition, McIntosh se classe 4e et voit son record battu par la vainqueur australienne Ariarne Titmus.
Aux Jeux olympiques d'été de 2024 à Paris, elle remporte la médaille d'or au 400 mètres quatre nages féminin, la médaille d'argent du 400 mètres nage libre féminin, la médaille d'or au 200 mètres papillon féminin et la médaille d'or du 200 mètres quatre nages féminin.

Le 10 décembre 2024, Summer McIntosh est nommée Athlète canadienne de l'année, recevant le prix Northern Star. Ce titre prestigieux, décerné par un panel national de journalistes, récompense ses performances historiques aux Jeux olympiques de Paris 2024, où elle est devenue la première athlète canadienne à remporter trois médailles d’or lors d’une même édition des Jeux d’été. Elle succède ainsi à Penny Oleksiak, dernière nageuse à avoir reçu cet honneur en 2016.

## Palmarès

### Jeux olympiques
| Édition    | Épreuve                                    | Épreuve              | Épreuve                           | Épreuve                          | Épreuve                         | Épreuve          | Épreuve                       | Épreuve                                  | Épreuve                                     |
| Édition    | 200 m nage libre                           | 400 m nage libre     | 800 m nage libre                  | 200 m papillon                   | 200 m 4 nages                   | 400 m 4 nages    | 4 × 100 m nage libre          | 4 × 200 m nage libre                     | 4 × 100 m 4 nages femmes                    |
| Tokyo 2020 | 9e 5e de sa demi-finale 1 min 56 s 82 (RN) | 4e 4 min 2 s 42      | 11e 1re de sa série 8 min 25 s 04 | –                                | –                               | –                | –                             | 4e 7 min 43 s 77 (RN) TP : 1 min 55 s 74 | –                                           |
| Paris 2024 | –                                          | Argent 3 min 58 s 37 | –                                 | Or 2 min 3 s 03 (RAm) (RMj) (RO) | Or 2 min 6 s 56 (RN) (RMj) (RO) | Or 4 min 27 s 71 | 4e 3 min 32 s 99 TP : 53 s 22 | 4e 7 min 46 s 05 TP : 1 min 53 s 97      | 4e 3 min 53 s 91 TP en nage libre : 53 s 29 |

### Championnats du monde

#### Grand bassin
| Édition        | Épreuve                         | Épreuve                   | Épreuve             | Épreuve                     | Épreuve         | Épreuve                | Épreuve                       | Épreuve                                 | Épreuve                                         |
| Édition        | 200 m nage libre                | 400 m nage libre          | 800 m nage libre    | 200 m papillon              | 200 m 4 nages   | 400 m 4 nages          | 4 × 100 m nage libre          | 4 × 200 m nage libre                    | 4 × 100 m 4 nages femmes                        |
| Budapest 2022  | –                               | Argent 3 min 59 s 39 (RN) |                     | Or 2 min 5 s 20 (RN) (RMj)  | –               | Or 4 min 32 s 04 (RMj) | –                             | Bronze 7 min 44 s 76 TP : 1 min 54 s 79 | –                                               |
| Fukuoka 2023   | Bronze 1 min 53 s 65 (RN) (RMj) | 4e 3 min 59 s 94          |                     | Or 2 min 4 s 06 (RAm) (RMj) | –               | Or 4 min 27 s 11 (RC)  | 7e 3 min 36 s 62 TP : 54 s 99 | 5e 7 min 49 s 98 TP : 1 min 53 s 97     | Bronze 3 min 54 s 12 TP en nage libre : 53 s 48 |
| Singapour 2025 |                                 | Or 3 min 56 s 26          | Bronze 8 min 7 s 29 | Or 2 min 1 s 99 (RN) (RC)   | Or 2 min 6 s 69 | Or 4 min 25 s 78 (RC)  |                               |                                         |                                                 |

#### Petit bassin
| Édition        | Épreuve          | Épreuve                     | Épreuve          | Épreuve                         | Épreuve                     | Épreuve                     | Épreuve                           | Épreuve                                   | Épreuve                                              |
| Édition        | 200 m nage libre | 400 m nage libre            | 800 m nage libre | 200 m dos                       | 200 m papillon              | 400 m 4 nages               | 4 x 100 m nage libre              | 4 × 200 m nage libre                      | 4 × 100 m 4 nages femmes                             |
| Abu Dhabi 2021 | 5e 1 min 53 s 65 | Argent 3 min 57 s 87        | WD               | _                               | _                           | _                           | _                                 | Or 7 min 32 s 96 (RAm) TP : 1 min 54 s 30 | Argent 3 min 47 s 36 (RN) TP en nage libre : 53 s 55 |
| Budapest 2024  | _                | Or 3 min 50 s 25 (RM) (RMj) | _                | Argent 1 min 59 s 96 (RN) (RMj) | Or 1 min 59 s 32 (RM) (RMj) | Or 4 min 15 s 48 (RM) (RMj) | Bronze 3 min 28 s 44 TP : 51 s 81 | _                                         | _                                                    |

### Jeux du Commonwealth
| Édition         | Épreuve                   | Épreuve               | Épreuve                           | Épreuve                           | Épreuve                                 | Épreuve                                         | Épreuve | Épreuve |
| Édition         | 400 m nage libre          | 200 m 4 nages         | 400 m 4 nages                     | 4 × 100 m nage libre              | 4 × 200 m nage libre                    | 4 × 100 m 4 nages femmes                        |         |         |
| Birmingham 2022 | Argent 3 min 59 s 32 (RN) | Or 2 min 8 s 70 (RMj) | Or 4 min 29 s 01 (RC) (RAm) (RMj) | Bronze 3 min 37 s 25 TP : 54 s 62 | Argent 7 min 51 s 98 TP : 1 min 55 s 24 | Argent 3 min 56 s 59 TP en nage libre : 53 s 33 |         |         |

## Distinctions

### Prix et récompenses
- Nageuse mondiale de l'année en 2024.
- Nageuse américaine de l'année en 2023 et 2024.